# Новая Милеевка
Новая Миле́евка (бел. Новая Мілееўка) — деревня в составе Сидоровичского сельсовета Могилёвского района Могилёвской области Республики Беларусь.
Недалеко от деревни находится главная свалка г. Могилева (площадь которой — 500х250 метров).

## Население
- 2010 год — 111 человек